# Glinek (gmina Mirna)
Glinek – wieś w Słowenii, w gminie Mirna. W 2018 roku liczyła 19 mieszkańców.